# Gilocourt

Gilocourt este o comună în departamentul Oise, Franța. În 1 ianuarie 2022 avea o populație de 629 de locuitori.